# Revolution in Military Affairs
Der Begriff Revolution in Military Affairs (RMA, engl. für Revolution der militärischen Angelegenheiten) stammt aus der US-amerikanischen Militärwissenschaft und beschreibt eine militärtheoretische These, die besagt, dass in bestimmten Abständen der Menschheitsgeschichte Doktrinen, Strategien, Taktiken oder Technologien zu einer unwiderruflichen Umwälzung der Kriegsführung geführt haben, beziehungsweise der Stand des technologischen Fortschritts bei den Destruktivkräften beizeiten auch eine beschleunigte Anpassung der Doktrinen und Strategien erfordert hat.
George W. Bush erhob diese These zur Leitlinie der Rüstungspolitik und Verteidigungsplanung während seiner Präsidentschaft.

## Erste Ansätze
Die ersten Ansätze zu dieser Theorie stammen aus den 1970ern und 1980ern und sind insbesondere dem Marschall der Sowjetunion Nikolai Ogarkow zuzuschreiben. Ogarkow und andere sowjetische Offiziere kamen zum Schluss, dass moderne konventionelle Waffen zunehmend die Wirkung taktischer Nuklearwaffen entfalten würden. Die Ideen verbreiteten sich langsam innerhalb militärischer Kreise, bis das Office of Net Assessment innerhalb des Verteidigungsministeriums der Vereinigten Staaten sie in den 1990ern aufnahm. Aus dieser Bedeutung entstand eine engere Definition, die in der Verteidigungspolitik der Vereinigten Staaten seit den 1990ern eine wichtige Rolle spielt und in anderen Ländern, beispielsweise Kanada oder China, in vielen Aspekten adaptiert wurde.
Den Fortschritt der Debatte erschwert vor allem der Mangel an empirisch verwertbaren Situationen. Die durch erkennbare Steigerung der Rüstungsausgaben zur meist unbestrittenen Beschleunigung der US-amerikanischen Kriegsführung seit dem Ende des Kalten Krieges lässt sich bisher mangels eines gleichwertigen Kriegsgegners nur schwer quantifizieren. Beispielsweise betrug das Bruttonationaleinkommen Jugoslawiens zu Beginn des Kosovokrieges ein knappes Fünfzehntel des amerikanischen Verteidigungshaushaltes. Allerdings lassen sich Tendenzen einer möglichen derzeit stattfindenden RMA herausarbeiten. Dazu zählt die Wertschätzung der Qualität der Streitkräfte über die Quantität, die Ausdifferenzierung der Waffentechnik und der Einsatz kommerziell verfügbarer Ausrüstung, die alle in einem bisher ungekannten Maß stattfinden. Trotz dieses analytischen Hindernisses beschreibt Eliot Cohen die zunehmende Ausrichtung militärischer Organisation auf qualitative anstatt quantitativer Kriterien, die Ausdifferenzierung der verwendeten Waffentypen zwischen verschiedenen Organisationen und den zunehmenden Anteil kommerziell bereits verfügbarer Technik (off-the-shelf technology) als wesentliche Merkmale der jüngsten RMA.

## Joint Vision 2010/Joint Vision 2020
Diese Überlegungen führten unter anderem zur Entwicklung der vernetzten Operationsführung, die auf die Stärkung der Kommunikation innerhalb der und zwischen den Teilstreitkräften abhebt, und deren theoretisch-strategische Grundlage die Doktrinen Joint Vision 2010 und Joint Vision 2020 darstellen. Erklärtes Ziel ist die Full-Spectrum-Dominance, also die unangefochtene Führerschaft der US-Streitkräfte in allen Belangen und Bereichen. – Viele, nicht nur westliche Armeen debattieren derzeit die Ergebnisse der US-amerikanischen Diskussionen und setzen die Ergebnisse teilweise um.
Ursprung des Gedankens einer umfassenden Vernetzung und Integration der (Teil-)Streitkräfte und der Kampfführung waren auch Überlegungen sowjetischer Planer in den 1970er und 1980er Jahren. Ogarkow hob auf in der von ihm maßgeblich geprägten Doktrin vor allem auch auf die Fähigkeit zum Erstschlag ab.
Typische RMAs waren beispielsweise die Einführung von Feuerwaffen, die militärische Nutzung von Eisenbahnen, Telegraphen und Telefonen, der Panzer (und insgesamt die Motorisierung von mil. Einheiten), die Entwicklung des Luftkriegs schon kurz nach der Erfindung brauchbarer Vehikel, die Atombombe und das Aufkommen nuklearer bzw. interkontinentaler Raketen.
Neuerdings wird die Entwicklung von Weltraumwaffen oder die intensivierte Nutzung des Cyberspace für militärische Zwecke (vgl. Cyberwar) propagiert. Beim US-Militär gelten elektronische Netze und der Weltraum bereits seit geraumer Zeit als eigene Domänen der Kriegsführung – gleichberechtigt neben Land, See und Luft.